# 1076 Viola
1076 Viola је астероид главног астероидног појаса са пречником од приближно 22,63 .
Афел астероида је на удаљености од 2,833 астрономских јединица (АЈ) од Сунца, а перихел на 2,115 АЈ.
Ексцентрицитет орбите износи 0,144, инклинација (нагиб) орбите у односу на раван еклиптике 3,318 степени, а орбитални период износи 1421,696 дана (3,892 године).
Апсолутна магнитуда астероида је 12,30 а геометријски албедо 0,041.
Астероид је откривен 5. октобра 1926. године.